# Читалище „Надежда“ (Прилеп)
Вижте пояснителната страница за други значения на Надежда.
Читалище „Надежда“ е българско читалище в град Прилеп, тогава в Османската империя, основано през пролетта на 1867 година. Негови членове основатели са хаджи Ив. Г. Кусев, Ив. М. Тошов, К. Попапостолов, Т. К. Кусев, Т. К. Кусевич, Т. Тошев, В. Н. Крапчев, Н. И. Биолчев, Коне Волчев, Н. Ристев, Д. Стефанов, Ив. Зердев, С. Д. Вешков и Д. Зашев и председател Никола Еничерев. Според други мнения е основано в 1869 година. Поддържано е от Прилепската българска община.
Участниците в него започват събирателна дейност на приказки и пословици „да се издадат едни български „Настрадин Ходжа“ и „Хитър Пейо““. Към 1874 година читалището постепенно запада.  Нов подем в дейността му има след пристигането в града на учителя Кузман Шапкарев.По същото време е учредено и българско читалище в селото.
Възобновено е на 9 юни 1941 година с председател Методи Андонов - Ченто и секретар Любен Лапев с членска маса 20 души.
- Прилеп в началото на XX век
- Читалището вляво на часовниковата кула

## Списък на членовете основатели от 1941 година
Списък на членовете основатели на читалище „Надежда“:
| № по ред | Име                          | Възраст | Занаятие \| Длъжност |
| -------- | ---------------------------- | ------- | -------------------- |
| 1        | Панче Хаджиздравев           | 62      | учител               |
| 2        | Методий Кръстев Найчев       | 44      | адвокат              |
| 3        | Хараламби Перев              | 51      | адвокат              |
| 4        | Методи Андонов Ченто         | 38      | търговец             |
| 5        | Петър Спиров Спасов          | 42      | общ. чиновник        |
| 6        | Илия Ацев Янов               | 38      | търговец             |
| 7        | Рампо Илиев Левков           | 32      | адв. стажант         |
| 8        | Любен Гинов Лапев            | 31      | гимн. учител         |
| 9        | Димитър Стефанов Стоянов     | 31      | гимн. учител         |
| 10       | Георги Йованов Прошев        | 44      | чиновник             |
| 11       | Благой Конев Стоянов         | 35      | първ. учител         |
| 12       | Никола Георгиев Хаджиздравев | 32      | лекар                |
| 13       | Никола Димков Попов          | 27      | бивш чиновник        |
| 14       | Сотир Глигоров Сугарев       | 32      | търг. калфа          |
| 15       | Петър Бошков Здравков        | 29      | първ. учител         |
| 16       | Илия Георгиев Кузманов       | 48      | земеделец            |
| 17       | Вера Дончова Ацева           | 22      | работничка           |
| 18       | Крум Христов Конев           | 37      | търговец             |
| 19       | Драга Костова Кюркчиева      | 41      | първ. учителка       |
| 20       | Ташко Илиев Пецев            | 32      | първ. учител         |

Списък на ръководството на читалище „Надежда“:
| № по ред | Име                      | Възраст | Занаятие \| Длъжност                                  |
| -------- | ------------------------ | ------- | ----------------------------------------------------- |
| 1        | Методи Андонов Ченто     |         | търговец / председател                                |
| 2        | Методи Христов Найчев    |         | адвокат / подпредседател                              |
| 3        | Любен Гинов Лапев        |         | гимн. учител / секретар                               |
| 4        | Благой Конев Стоянов     |         | първ. учител / подсекретар                            |
| 5        | Георги Йованов Тромпев   |         | чиновник / касиер                                     |
| 6        | Никола Димков Попов      |         | бивш чиновник / библиотекар                           |
| 7        | Сотир Глигоров Сугарев   |         | търг. калфа / подбиблиотекар                          |
| 8        | Димитър Стефанов Стоянов |         | гимн. учител / домакин                                |
| 9        | Илия Ацев Янов           |         | търговец / запасен член                               |
| 10       | Петър Бошков Здравков    |         | първ. учител / запасен член                           |
| 11       | Илия Георгиев Кузманов   |         | земеделец / запасен член                              |
| 12       | Рампо Илиев Левков       |         | адвокат-стажант / председател на проверителна комисия |
| 13       | Вера Дончева Ацева       |         | работничка / член                                     |
| 14       | Никола Хаджиздравев      |         | лекар / член                                          |
| 15       | Петър Спиров Спасев      |         | общ. чиновник / член                                  |
| 16       | Крум Христов Конев       |         | търговец / запасен член                               |
| 17       | Драга Костова Кюркчиева  |         | учителка / запасен член                               |